# San Bernardo (Valladolid)
San Bernardo es una localidad española de la provincia de Valladolid, en la comunidad autónoma de Castilla y León. Se trata de una población integrada en el municipio de Valbuena de Duero, que fue creada a mediados del siglo XX por el Instituto Nacional de Colonización junto al monasterio de Santa María de Valbuena, cenobio fundado en 1143 (siglo XII) y perteneciente a la orden cisterciense. Pertenece a la comarca de Campo de Peñafiel.

## Historia

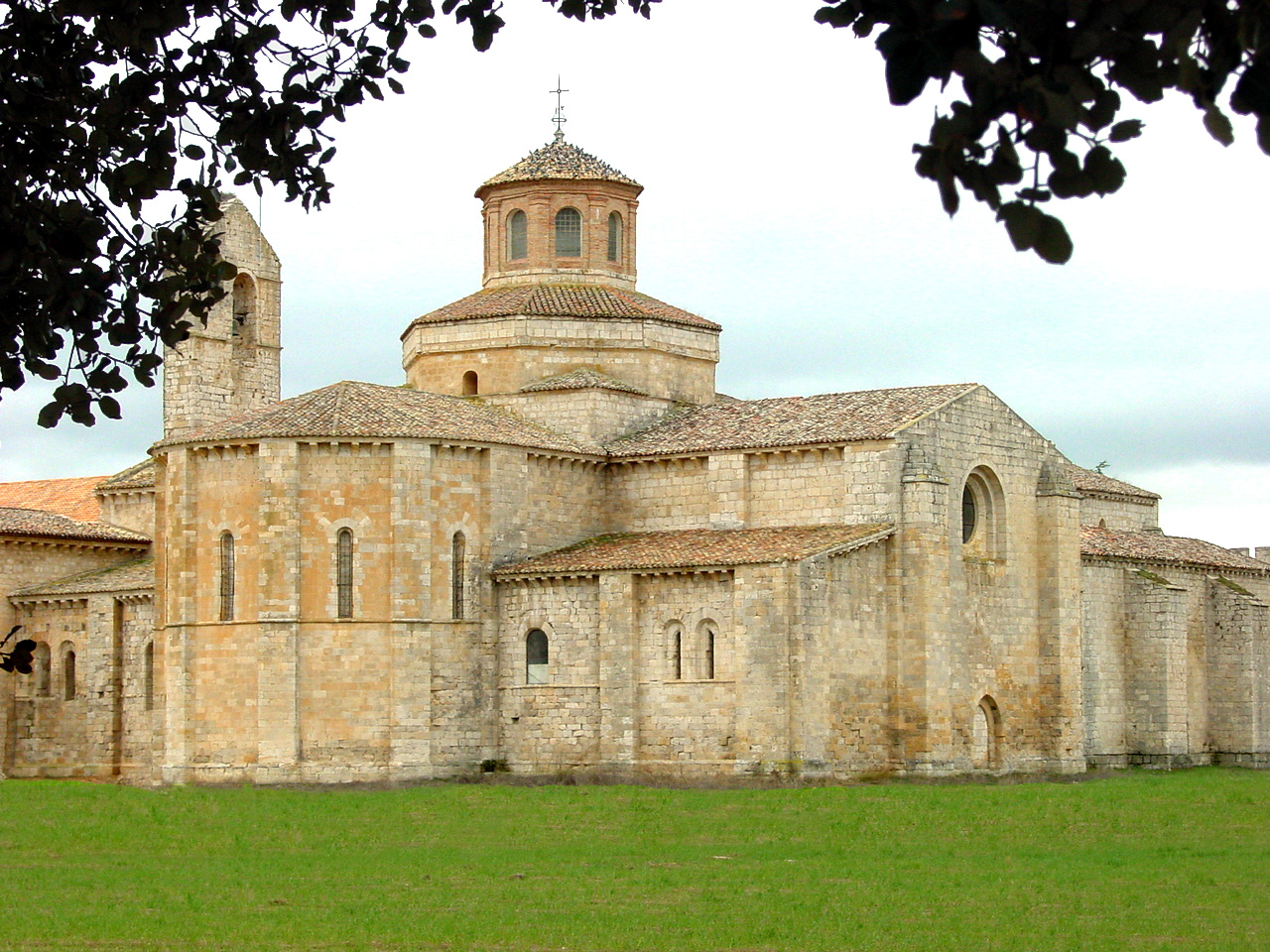
Monasterio de Santa María de Valbuena

La localidad nació entre los años 1951-1956 con la construcción de 92 casas para albergar a los 'colonos' provenientes del vecino municipio de Valbuena de Duero y del municipio de Santa María de Poyos, en la provincia de Guadalajara, pueblo que, junto con el Sitio y Poblado de La Isabela, poco después desaparecería bajo las aguas del embalse de Buendía.

## Administración (Entidad Local Menor)
San Bernardo es, administrativamente, una entidad local menor o pedanía radicada en el municipio de Valbuena de Duero, es decir, una entidad de ámbito territorial inferior al municipio. Las entidades locales menores o pedanías tienen personalidad y capacidad jurídica plena para el ejercicio de las competencias que la legislación les reconoce en cada caso y poseen amplios poderes sobre su propio patrimonio. Al frente de este tipo de entidades submunicipales se sitúa un órgano unipersonal ejecutivo de elección directa, es decir, un alcalde pedáneo.
Lista de alcaldes pedáneos de San Bernardo desde las elecciones democráticas de 1979
| Mandato   | Nombre del alcalde         | Partido político |
| --------- | -------------------------- | ---------------- |
| 1979-1982 | Julio García de la Fuente  | Independiente    |
| 1982-1983 | Ventura Hurtado Moreno     | AP               |
| 1983-1987 | Ventura Hurtado Moreno     | AP               |
| 1987-1991 | Juan José Casado Fernández | PSOE             |
| 1991-1995 | Celestino Yáñez Niño       | PSOE             |
| 1995-1999 | Celestino Yáñez Niño       | PSOE             |
| 1999-2003 | Tomás Nalda Toribio        | PSOE             |
| 2003-2007 | Tomás Nalda Toribio        | PSOE             |
| 2007-2011 | Aderita Niño Herrero       | CI               |
| 2011-2015 | César López Herrero        | PCAL-CI          |
| 2015-     | Sergio Castro Otto         | Cs, ex-Psoe      |

En algunas entidades locales menores o pedanías como San Bernardo el alcalde pedáneo está asistido por dos vocales adjuntos con los que forma un órgano colegiado de gobierno. No obstante, este órgano de gobierno pedáneo sólo tiene competencias sobre el patrimonio de la entidad local menor (montes, pinares, pastos, riberas, etc.). El resto de cuestiones relacionadas con la localidad son competencia municipal del Ayuntamiento de Valbuena de Duero.

## Demografía
Según el Instituto Nacional de Estadística (www.ine.es), el 1 de enero de 2012 la localidad de San Bernardo tenía 228 habitantes, de los que 122 eran varones y 106 mujeres.
Evolución demográfica
| 2000 | 2001 | 2002 | 2003 | 2004 | 2005 | 2006 | 2007 | 2008 | 2009 | 2010 | 2011 | 2016 |
| ---- | ---- | ---- | ---- | ---- | ---- | ---- | ---- | ---- | ---- | ---- | ---- | ---- |
| 241  | 249  | 245  | 241  | 240  | 232  | 236  | 236  | 239  | 234  | 238  | 233  | 241  |

## Fiestas y cultura
- 2.º sábado de julio. Fiesta en Conmemoración de la Fundación del Pueblo. El 15 de julio de 2006 tuvo lugar una fiesta extraordinaria con motivo del 50.º Aniversario de la Fundación de San Bernardo por parte del Instituto Nacional de Colonización. Desde entonces, el 2º sábado de julio se conmemora esta efeméride con la celebración de una misa, diferentes actividades populares y baile nocturno. Se trata de una celebración entrañable, basada en la potenciación de las particulares señas de identidad de la localidad y, sobre todo, cimentada en el recuerdo de aquellas primeras familias del pueblo que, procedentes de lugares tan distantes entonces como Santa María de Poyos en Guadalajara y Valbuena de Duero en Valladolid, supieron crear juntos una nueva comunidad de habitantes.

- 20 de agosto. Fiestas Patronales en honor de san Bernardo. Cada año durante tres días (19, 20 y 21 o 20, 21 y 22 de agosto en función de los años) la localidad celebra estas fiestas en honor a su patrón, San Bernardo de Claraval (1090-1153). El acto central de las mismas tiene lugar en la mañana del 20 de agosto con la celebración de la Santa Misa y la posterior Procesión en honor a San Bernardo, en la que los hijos del pueblo y visitantes bailan jotas ante la imagen del santo entre vítores al patrón y a todos los asistentes. Al final de la procesión, durante los últimos bailes frente a la puerta de la iglesia del monasterio, es tradición colocar la imagen de San Bernardo en el suelo para que niños y mayores puedan acercarse y tocar y besar su hábito. Durante estas fiestas se celebran también verbenas nocturnas, juegos tradicionales, comidas populares, campeonatos deportivos y de juegos de mesa, concursos de disfraces, muestras de teatro, etc; toda una serie de actividades organizadas por los habitantes del pueblo y a las que todos asistentes están invitados a participar.

## Economía

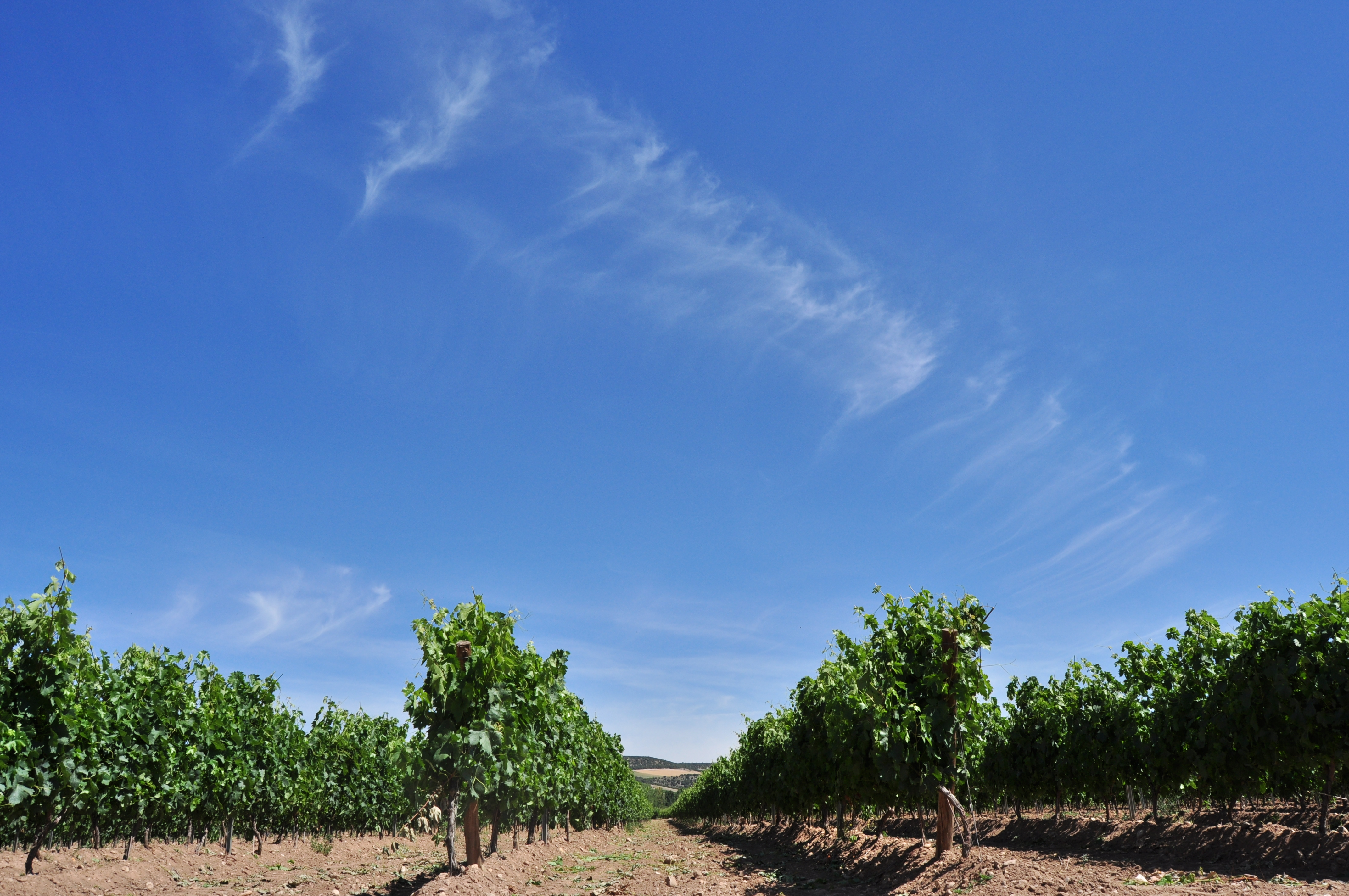
Campos en San Bernardo

En la actualidad hay una bodega de vinos con denominación de origen Ribera del Duero y que toma su nombre de esta localidad.